# Rhys Dowling
Pour les articles homonymes, voir Dowling.
Rhys Dowling, né le 25 mars 1995 à Darwin, est un joueur professionnel de squash représentant l'Australie. Il atteint en février 2018 la 93e place mondiale sur le circuit international, son meilleur classement.

## Palmarès

### Titres
- Australian Open : 2020